# علی علاءالدین
علی علاءالدین (عربی: علي سلمان علاء الدين؛ زادهٔ ۸ سپتامبر ۱۹۹۳) بازیکن فوتبال اهل لبنان است.
وی همچنین در تیم ملی فوتبال لبنان بازی کرده‌است.